# Little River (Kalifornija)
Little River je naseljeno područje za statističke svrhe u američkoj saveznoj državi Kaliforniji. Prema popisu stanovništva iz 2010. u njemu je živjelo 117 stanovnika.